# Хуго фон Хунолщайн
Хуго фон Хунолщайн (на немски: Hugo von Hunolstein; † сл. 1239) е германски благородник и политик, фогт на замък Хунолщайн в Морбах в Хунсрюк в Рейнланд-Пфалц.

## Произход и управление
Той е син на Хуго де Хунолдещайн († сл. 1222), който е фогт на графовете на Залм. Внук е на Теодерих? фон Хунолдещайн и правнук на Теодерикус де Индагине († сл. 1158). Брат е на Николаус I, фогт фон Винтрих († сл. 1247).
Като фогт на Хунолшайн Хуго има задължението да пази жителите на фогтая и да управлява територията. Той става министър на граф Симон фон Саарбрюкен († 1235/1240).
Неговите потомци стават фогти на Хунолщайн и господари на Цюш и Мерксхайм. През средата на 13 век родът се разделя на две главни линии, стара и млада линия.

## Деца
Хуго фон Хунолщайн има един син:
- Хуго фон Хунолщайн († сл. 1294), фогт на Хунолщайн, който е баща на:
  - Боемунд фон Хунолщайн († 7 януари 1334), господар на Цюш
  - Вернер фон Хунолщайн († 11 юли 1308), господар на Цюш